# Sporopipes squamifrons
Sporopipes squamifrons е вид птица от семейство Ploceidae.

## Разпространение
Видът е разпространен в Ангола, Ботсвана, Замбия, Зимбабве, Намибия и Южна Африка.